# Pointe Cornour
La pointe Cornour est une montagne qui s'élève à 2 867 ou 2 868 m d'altitude dans les Alpes cottiennes en Italie.